# Jüdischer Friedhof (Hochneukirch)

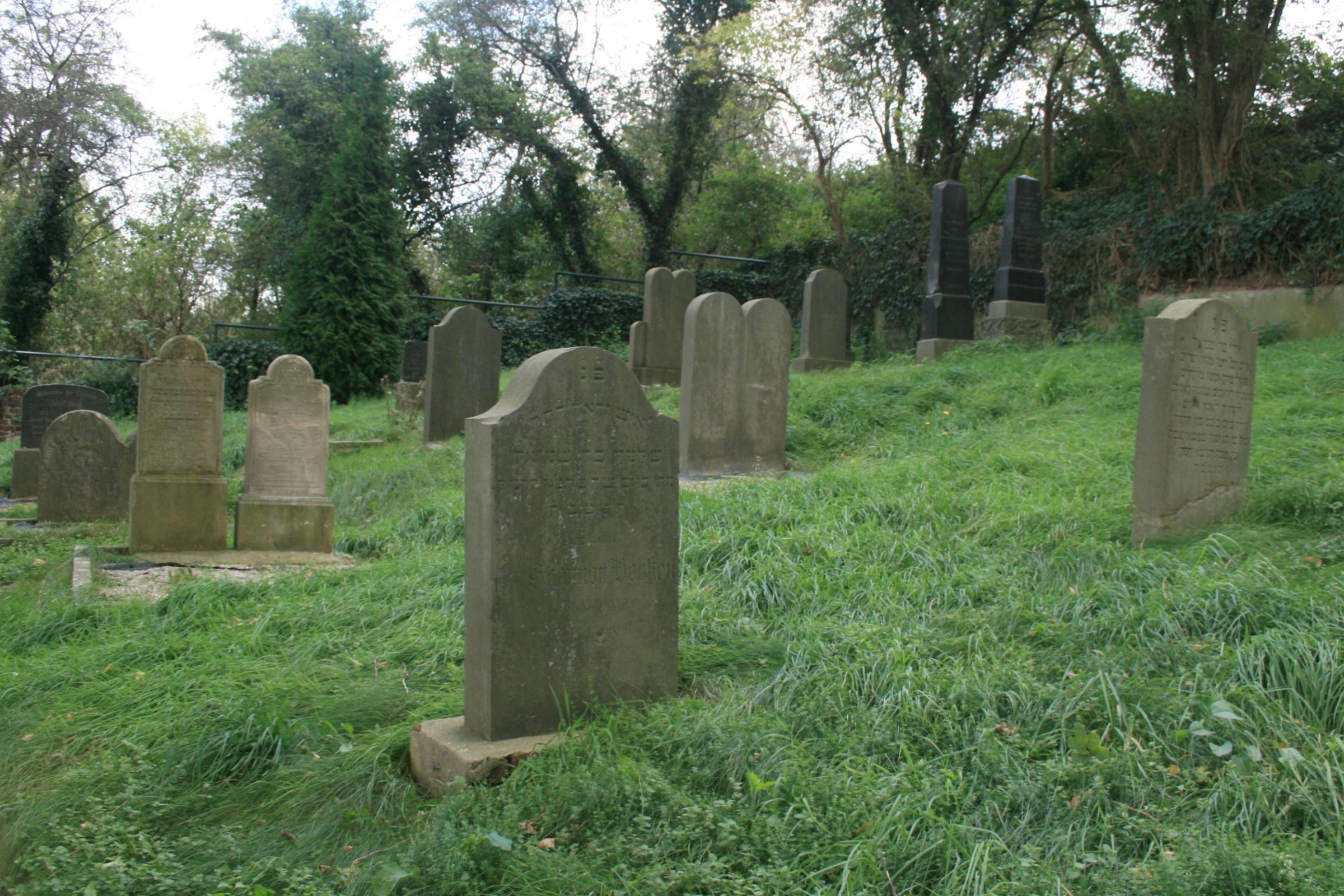
Der jüdische Friedhof in Hochneukirch (2012)

Der Jüdische Friedhof Hochneukirch befindet sich im Ortsteil Hochneukirch der Stadt Jüchen im Rhein-Kreis Neuss in Nordrhein-Westfalen. Als jüdischer Friedhof ist er ein Baudenkmal und seit dem 2. Januar 1996 unter der Denkmalnummer 150 in der Denkmalliste eingetragen.
Er liegt Am Stromberg weit außerhalb der Ortschaft Hochneukirch. Auf dem rechteckigen Friedhof, der von 1824 bis 1969 belegt wurde, befinden sich 16 Grabsteine aus der 2. Hälfte des 19. Jahrhunderts und dem 20. Jahrhundert.